# 伊唐大橋
伊唐大橋（いからおおはし）は、鹿児島県出水郡長島町にある、長島と伊唐島を結ぶ全長675メートルの橋である。形式は、主橋梁部が5径間連続プレストレストコンクリート斜張橋、両側の取り付け部が単径間プレストレストコンクリート桁橋である。中央支間の260メートルは、開通時点でコンクリート橋として日本最長であった。
伊唐大橋が開通した2年後の1998年（平成10年）4月1日に鹿児島県の離島振興対策地域の指定が伊唐島について解除された。

## 背景
伊唐島は、長島本島の属島で、人口は1995年（平成7年）国勢調査時点で334人、面積3.05平方キロメートル、周囲18.3キロメートルとなっている。最高地点の仁太原（にたばる）の標高96.9メートルを中心に、なだらかな丘陵地帯を形成し、平坦地は乏しい。就業者の多くは農業または漁業に従事している。架橋前は、長島の宮ノ浦港と伊唐島港を結ぶ約2キロメートル、20分の航路があり、架橋と同日の廃止直前時点では1日2便の客船および1日5便のカーフェリーが運航していた。
本島の長島は1974年（昭和49年）に開通した黒之瀬戸大橋により離島を脱却しており、その頃から地元では伊唐島への架橋構想が水面下で持ち上がるようになっていた。1979年（昭和54年）3月24日に伊唐島から当時属していた自治体東町に対して架橋の陳情が行われ、同年7月に島民たちが伊唐島開発推進委員会を結成して架橋運動が開始された。1984年（昭和59年）には東町長が会長となる伊唐島農業開発促進期成同盟が結成されて、農業振興に不可欠として農道架橋が提案されるようになった。同年6月の町議会で推進の議決がなされ、町の予算で基礎調査が開始された。鹿児島県が1983年（昭和58年）1月に策定した第4次離島振興計画においても、伊唐島の農用地開発整備を推進しながら本島と結ぶ交通体系を検討すると謳われ、農業振興を名目として九州農政局および農林水産省に対して陳情が行われるようになった。
ちょうどこの頃、九州農政局がそれまで実施してきた大型事業が終了することになり、それに代わる次期の大型事業を検討しようとしている時期であった。事業枠に空きがあったという偶然に加えて、東町長の飯尾裕幸が陳情に農林水産省を訪れた際、構造改善局次長が陸軍士官学校時代の後輩であったことから、伊唐島架橋の調査費に理解を得ることができたという偶然もあった。この結果、伊唐地区の農業振興事業の一環として農業基盤整備事業とともに橋の建設が推進される方向となり、期成同盟発足から10か月で国の調査費が認められ、1985年（昭和60年）10月から県営伊唐島農地開発事業の国直轄調査が、1986年（昭和61年）6月から伊唐島農道橋海底ボーリング調査が開始された。そして1987年（昭和62年）2月に農地開発事業の起工式が、1989年（平成元年）1月に農免農道伊唐地区の起工式が行われ、1990年（平成2年）12月に橋の下部工が着手されることになった。こうして、農林漁業用揮発油税財源身替農道整備事業（農免農道）伊唐島地区という事業名で架橋が開始された。橋の当初の仮称は伊唐島大橋であった。

## 設計
設計にあたり前提条件として、道路規格は3種4級（2等橋）、設計速度は40 km/h、計画交通量は1日500台から1500台、設計荷重はTL-14、設計水平震度は0.13、設計基準風速は44.0メートル毎秒、航路限界は満潮面から高さ18メートル、幅200メートルとした。
橋のルートは3案を検討した。伊唐島の南端付近琵琶の首から長島の崩崎（くえんさき）へ渡る崩崎ルート（約930メートル）、伊唐島の西側から対岸の長島に渡る摩手浦ルート（約750メートル）、伊唐島の北端付近から野島へ渡り（約750メートル）、さらに諸浦島へと渡る（約450メートル）野島ルートである。諸浦島は既に乳之瀬橋で長島と結ばれていた。経済性・地域性・景観性について比較検討した結果、摩手浦ルートが選択された。
架橋地点付近は、中生代白亜紀の御所浦層群や姫浦層群、新生代古第三紀の赤崎層群等を基盤とし、その上に鮮新世や更新世に噴出した火山岩が分布している。地盤の固有周期Tcは0.2秒以下で、耐震設計上の地盤種別はもっともよい一種地盤である。
上部工は経済性、施工性、景観性について検討を行い、架橋地点が雲仙天草国立公園内であることから、環境庁とも景観性について十分な協議を行った。農道橋であり、将来は町か土地改良区が管理することになることから、将来の維持管理費ができるだけ安くなるような観点からの検討も行った。検討したのはコンクリート橋の斜張橋と桁橋、鋼橋のトラス橋と斜張橋で、プレストレスト・コンクリート (PC) 斜張橋が選択された。
下部工については、地質、海象、構造特性、施工性、経済性、施工海域の環境などを検討した。多柱式基礎、合成基礎、矢板式基礎、鋼製ウェル、設置ケーソン、ニューマチックケーソンについて比較検討した。また養殖場が近くにあるため汚濁防止に留意した。この結果、主橋部の橋脚は多柱式杭基礎、取付部の橋脚には直接基礎を採用した。主塔の基礎は直径2,800ミリメートルのものを長さ41.5メートルから58.5メートル、主塔1本あたり16本とし、これ以外の海上部橋脚基礎は直径2,000ミリメートルのものを長さ30メートルから33メートル、橋脚1基あたり4本とした。
橋の支間割については、3径間PC斜張橋と5径間PC斜張橋を比較した。3径間では側径間が長くなると、側径間に活荷重が載った場合の張力変化が大きくなり橋全体の変化も大きくなる。一方側径間を小さくすると主径間が長くなって主桁の必要断面剛性が大きくなって不経済となる。そこで5径間にすることで側径間を2径間ずつにし、主桁の変形や斜材張力の変動を抑制する方針とした。これにより主橋部の径間は44+120+260+120+44メートルとなり、これに取付部に単純PC箱桁橋43.5メートルを両側に取り付け、橋長を675メートルとした。
主桁の構造は2室箱断面の桁高2.0メートルである。主塔の形状は、2面吊りの斜張橋であるのでH形とA形の可能性があるが、径間や施工性、剛性、走行車両に与える影響などを考慮して、H形の主塔で上部を内側に狭くした準H形を採用した。斜材の配置は、側面から見て放射形、ファン形、ハープ形の3種類があり、ケーブルや主桁の応力の面でもっとも有利なのは放射形であるが、主塔天端にケーブルが集中するので鋼製サドルが必要となる。ハープ形は効率は悪いが主塔への定着構造が同一となり、地震時の主桁の水平変位量を抑えることができる。ファン形はこの中間である。またH形主塔との組み合わせで錯綜して見えるという景観上の問題から放射形とファン形は好ましくないとされ、準ハープ形を採用することになった。

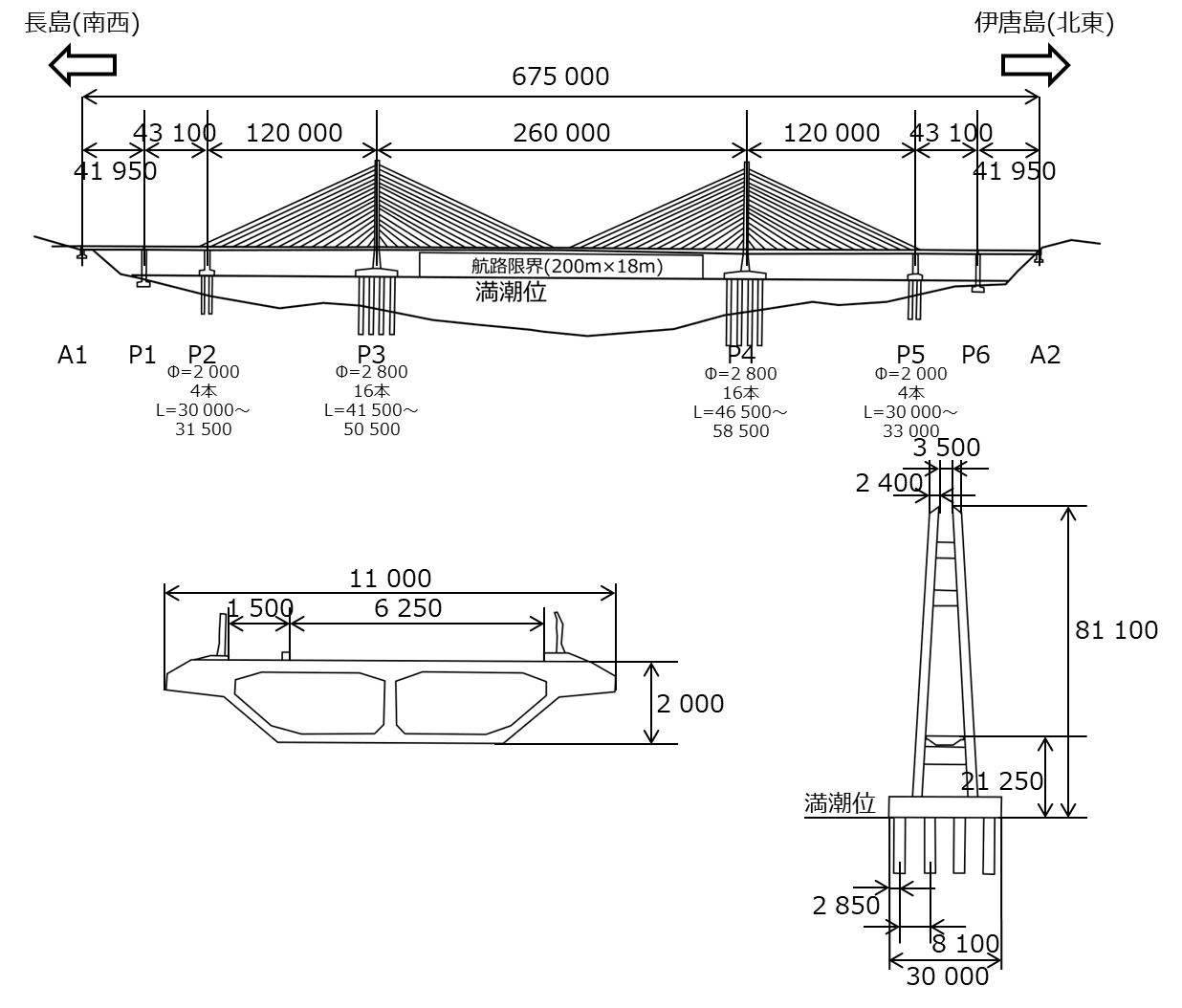
伊唐大橋一般図

## 建設
1990年（平成2年）12月から、橋の下部工に着手した。橋を建設する現場付近は水深20メートル程度、複雑な岩盤層と急傾斜、破砕帯、4メートルにおよぶ干満差、2ノットに達する潮流など厳しい施工条件の中で、杭の位置決め、リバースサーキュレーション工法による海底岩盤の掘削、鉛直精度の確保などの目的から、海上作業台と大型起重機船を用いて作業をすることになった。
1991年（平成3年）7月に基礎杭の施工を開始した。まず海上作業台を現地に据え付け、作業台に載せたクローラクレーンで杭の位置決めをする桁材・導材を設置した。そしてケーシングパイプをクレーンで建て込み、バイブロハンマで岩盤中2 - 5メートル程度の深さにケーシングパイプが達するまで打設した。このケーシングパイプ内でリバースサーキュレーション工法により削孔を行い、本杭を起重機船で穴の中に建て込み、鉄筋籠を建て込んでから中詰めコンクリートを打設して基礎杭を完成させた。1本の基礎杭を施工するのに14日かけるサイクルで、途中まで施工が進んだ段階で次の基礎杭に着手するような作業工程とした。合計40本の杭施工に21か月を要し、1993年（平成5年）3月に完了した。
さらに、基礎杭の杭頭部を剛結するフーチングを施工した。1992年（平成4年）3月から1993年（平成5年）5月までに2基の主塔基礎のフーチングを完成させた。
その後、主塔を建てる工事、斜材を張る工事と主桁の施工を並行して実施した。まず主塔を23.8メートル施工した後、その上で支保工を使って支えながら主桁の柱頭部を26メートル施工し、フォルバウワーゲン（移動作業車）を主塔の両側に1台ずつ合計4台組み立てて、1ブロック4メートルの張り出し部をバランスを取って順次施工していった。中央径間側は30ブロック、側径間側は32ブロックで施工した。並行して主塔も施工し、主塔から斜材を張って伸びていく橋桁を支えるようにした。
主塔は下部を3ロット、上部を19ロット、横梁3か所の合計25回にわけて施工された。高い鉛直精度が必要であることから、内部に鉄骨を配置している。型枠を精度よく設置して、流動化コンクリートをポンプで圧送して打設している。また斜材はケーブルを工場で所定の長さに切断し防錆処理をしたうえで現場に搬入して用いた。
主径間が閉合しない時期に側径間については支柱式支保工を使って施工を進め、側径間閉合時には吊り支保工を使って閉合した。1995年（平成7年）4月10日に、伊唐島大橋と仮称されてきた橋が正式に伊唐大橋と命名された。1995年（平成7年）7月7日に中央部で桁が閉合し、連結式が行われた。その後斜材の最終調整と橋面工が実施され、橋としては1996年（平成8年）3月に竣工した。
PC斜張橋の張り出し施工では、たわみや斜材張力、各部の応力をきちんと管理する必要がある。これに加えて伊唐大橋は主塔の剛性が小さく張り出し長さも長いことから、もっとも長く張り出している時には100トンの荷重で約1.2メートルの変位が生じる非常にたわみやすい特性を持っていた。そこで施工中は各所で張力、応力、たわみ、温度、傾斜などを測定しながら慎重に管理を行った。
また特性上風による振動が大きくなることが予想され、特に斜材ケーブルについて耐風対策が重要視された。斜材については当初から風洞実験をおこない、さらに施工中の橋での風応答観測を実施した。レインバイブレーションやウェイクギャッロッピングなどの問題があり、ダンパーの設置、斜材中間へのクランプの設置、制振ワイヤーの設置などの対策が実施された。

## 開通と影響
1996年（平成8年）8月2日に開通した。農道を含めた総工費は129億9000万円で、そのうち橋に関する部分が106億8400万円であった。
伊唐島の人口の少なさから、1戸あたり1億円もの費用がかかったとされ、典型的な税金の無駄遣いであるという批判の記事が出たこともある。ただし、橋の開通後も伊唐島の人口は減少傾向であるが、長島や獅子島に比べると減少傾向は緩やかになったとされている。また小学校の児童数は増加に転じた。島の農業生産に関しても作付面積と生産量が2010年（平成22年）には橋の開通直前に比べてほぼ倍増となった。中学生は長島の中学校に通っていたが、帰宅時の船の時刻を気にする必要がなくなり、クラブ活動を活発に行えるようになった。急患発生時も救急車で搬送できるようになって、島の住民の生活に大きく貢献した。

## 年表
- 1979年（昭和54年）7月：伊唐島開発推進委員会結成、伊唐島住民による架橋運動開始[8]。
- 1984年（昭和59年）：東町が伊唐島農業開発促進期成同盟を結成、農林水産省などへ陳情を開始[8]。
- 1985年（昭和60年）10月：県営伊唐島農地開発事業の国直轄調査開始[8]。
- 1986年（昭和61年）6月：伊唐島農道橋海底ボーリング調査開始[8]。
- 1987年（昭和62年）2月：農地開発事業起工[8]。
- 1989年（平成元年）1月：農免農道伊唐地区起工[8]。
- 1990年（平成2年）12月：橋の下部工に着手[8]。
- 1991年（平成3年）7月：基礎杭の施工開始[20]。
- 1992年（平成4年）3月：主塔基礎フーチング施工開始[24]。
- 1993年（平成5年）
  - 3月：基礎杭施工完了[20]。
  - 5月：主塔基礎フーチング施工完了[24]。
- 1995年（平成7年）
  - 4月10日：橋梁名を伊唐大橋に決定[9]。
  - 7月7日：中央部で閉合、連結式実施[28]。
- 1996年（平成8年）
  - 3月：橋が竣工[1]。
  - 8月2日：開通[2]。
- 1998年（平成10年）4月1日：伊唐島の離島振興対策地域の指定解除[6]。